# حريشيات الشكل
حريشيات الشكل أو رتبة ليثوبيومورفا (الاسم العلمي: Lithobiomorpha) هي رتبة من المفصليات تتبع طائفة شفويات الأرجل من شعبة مفصليات الأرجل.

## فصائل
- الحريشية
- الحريشية المتعدد النقر